# Station hertzienne militaire d'Henrichemont
La station hertzienne militaire d'Henrichemont est une station de télécommunication militaire française. Elle est située dans le département du Cher à La Borne, sur la commune d'Henrichemont.

## Rôle
La station d'Henrichemont appartient à l'Armée de l'air française et dépend de la base aérienne 702 Avord, à environ 37 km du site. C'est l'une des quatre stations hertziennes de l'axe Nord-Sud, communiquant en permanence avec les trois autres : Pierre-sur-Haute, Lacaune, et la base aérienne de Brétigny. Elle relaie donc les communications interarmées, portant principalement sur le commandement des unités opérationnelles,.
Elle dépendait du Commandement air des systèmes de surveillance d'information et de communications (CASSIC) depuis sa création le 1er juin 1994, puis, à compter du 1er janvier 2006, de la Direction interarmées des réseaux d'infrastructure et des systèmes d'information (DIRISI) et de sa direction centrale au Kremlin-Bicêtre,.
Dirigées par un major, une vingtaine de personnes se relaient sur le site pour son fonctionnement ainsi que pour sa défense : électriciens, militaires techniciens.

## Infrastructures

### Implantation et accès
Le site, acquis en 1981, est situé à 382 m d'altitude dans le hameau de La Borne, sur la commune d'Henrichemont.

### Installations de surface
Les infrastructures les plus visibles sont deux tours en béton de 35 mètres de hauteur qui assurent l'émission et la réception hertzienne depuis 1987.

### Installations en sous-sol
Le cœur du site est la partie enterrée.